# رحیم‌یارخان
رحیم‌یارخان (به اردو: رحیم یار خان) شهری در ایالت پنجاب (پاکستان) کشور پاکستان است که در سرشماری سال ۲۰۰۶ میلادی، ۳۱۰٫۱۰۴ نفر جمعیت داشته است.